# Zelňák
Zelňák je české pečivo z kynutého těsta. Jedná se o koláče plněné zelím s kmínem a uzeným masem, nebo o zelnou placku. Těsto je nutné dělat pouze ze sádla, a ne z másla nebo rostlinných tuků. Zelňáky jsou typické pro moravskou kuchyni, připravovány jsou ale také v některých koutech v jižních Čechách. Zelňáky jsou zmiňovány již v Domácí kuchařce Magdaleny Dobromily Rettigové pod názvem zelníky.